# Ковалево (Ґродзиський повіт)
Ковалево (пол. Kowalewo) — село в Польщі, у гміні Каменець Ґродзиського повіту Великопольського воєводства.
Населення — 134 особи (2011).
У 1975-1998 роках село належало до Познанського воєводства.

## Демографія
Демографічна структура станом на 31 березня 2011 року:
|          | Загалом | Допрацездатний вік | Працездатний вік | Постпрацездатний вік |
| -------- | ------- | ------------------ | ---------------- | -------------------- |
| Чоловіки | 65      | 15                 | 44               | 6                    |
| Жінки    | 69      | 13                 | 43               | 13                   |
| Разом    | 134     | 28                 | 87               | 19                   |